# Vaidilute Rupes
La Vaidilute Rupes è una struttura geologica della superficie di Venere.